# GNU汇编器
GNU汇编器（英語：GNU assembler），是由GNU计划所使用的汇编器，一般称为gas，或依其可执行文件名称简称为as。它是GCC的默认后端。它用于汇编GNU操作系统、Linux内核以及其他各种软件。它是GNU Binutils包的一部分。
GAS的可执行文件被命名为as，Unix汇编器的标准名称。GAS是跨平台的，可以运行或为不同的计算机系统结构编译。GAS依据GNU通用公共许可证第三版发布，为自由软件。

## 通用语法
GAS支持适用于所有支持架构的通用语法。通用语法包括汇编指令和注释方法。

### 指令
GAS使用汇编器指令（也被称为伪操作），它们作为关键字指示开始一个时期，与C语言中的预处理指令表现相同。虽然无论目标架构如何，大多数可用的汇编指令都是有效的，但一些指令仍然因机器不同而不同。

## 用法
作为流行编译器套件GCC的后端，GNU汇编器在编译现代开源软件中有非常广泛的应用。在Linux系统上，GAS经常用作与其他GNU软件结合的汇编器。因为OS X,修改后版本的GAS也可以在麦金塔操作系统的开发工具包中找到。

## 示例程序
一个标准的“Hello, world!”程序，运行于Linux IA-32：
```
.globl
 
_start

.text

_start:

 
movl
 
$len
,
 
%edx

 
movl
 
$msg
,
 
%ecx

 
movl
 
$1
,
 
%ebx

 
movl
 
$4
,
 
%eax

 
int
 
$0x80

 
movl
 
$0
,
 
%ebx

 
movl
 
$1
,
 
%eax

 
int
 
$0x80

.data

msg:

 
.ascii
 
"Hello, world!\n"

 
len
 
=
 
.
 
-
 
msg

```

## 批评
那些更习惯于Intel语法的人认为，比起其他汇编器，在x86和x86-64平台上不支持使用Intel语法就是一大败笔。
然而，自从2.10版本，Intel语法可以通过使用.intel_syntax指令使用。